# إروين د. ديفيدسون
إروين د. ديفيدسون (بالإنجليزية: Irwin D. Davidson)‏ هو قاضي ومحامي وسياسي أمريكي، ولد في 2 يناير 1906 في نيويورك في الولايات المتحدة، وتوفي في 1 أغسطس 1981 في نيو روتشيل في الولايات المتحدة. حزبياً، نشط في الحزب الديمقراطي. وقد انتخب عضو جمعية ولاية نيويورك وانتخب عضو مجلس النواب الأمريكي.